# Eduardo Bacas
Eduardo Antonio Bacas Rojas (n. Ingenio La Florida, Argentina, 20 de diciembre de 1953) es un exfutbolista y entrenador argentino. Se consagró campeón de Primera División de Argentina con Rosario Central en 1980. En México, logró el título de la máxima categoría en tres ocasiones defendiendo los colores del América. Actualmente se desempeña como analista en la cadena de deportes TUDN.

## Trayectoria

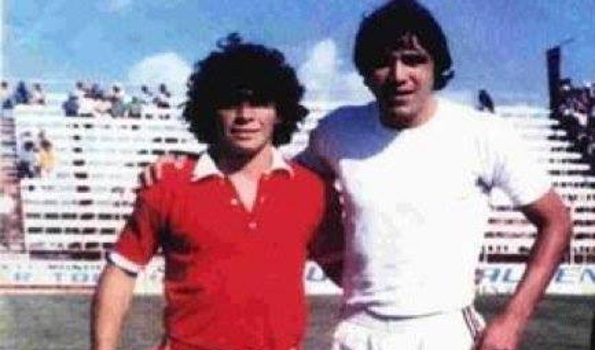
Diego Maradona (con la camiseta de Argentinos Juniors) y Eduardo Bacas (con la casaca de Altos Horno Zapla).

Sus inicios en el fútbol se produjeron en Tucumán Central, club de la Liga Tucumana de Fútbol. Sus destacadas actuaciones llamaron la atención de otros clubes de la zona, tales como Altos Hornos Zapla y Atlético Ledesma, ambos de la provincia de Jujuy, quienes lo contrataron a la hora de jugar los torneos Nacionales.
En Atlético Ledesma jugó bajo la conducción técnica de Ángel Tulio Zof, quien en 1979 lo llevó a jugar a Rosario Central, junto a su compañero Héctor Chazarreta. En el canalla disfrutó de un paso brillante por su juego, integrando el equipo apodado La Sinfónica, que durante ese 1979 llegó a semifinales tanto del Metropolitano como del Nacional. La no obtención de títulos provocó el alejamiento de Zof; sin embargo Don Ángel fue contratado nuevamente a mediados de 1980. Encabezó de esta forma al equipo que se coronó como campeón del Nacional, con Bacas como titular indiscutido. Luego de disputar la Copa Libertadores 1981 con el club de Arroyito, Bacas fue transferido a América de México.
En las Águilas continuó con sus buenos rendimientos, convirtiéndose en uno de los futbolistas más importantes del plantel americanista y decisivo a la hora de ganar campeonatos. Con la escuadra azulcrema se coronó campeón en tres oportunidades.
Prosiguió su carrera en Deportivo Neza, Tampico Madero y Tigres de la UANL. En 1991 probó continuar jugando en Atlético Tucumán, club del que es simpatizante, pero por cuestiones físicas decidió poner punto final a su carrera.
Años después de su retiro decidió afincarse en México; comenzó su carrera como entrenador en el Irapuato de la Segunda División. En 2010 se hizo cargo del primer equipo de Atlante UTN, equipo filial de Atlante. Sobre fines de dicho año tomó la conducción de los Potros de Hierro de la Primera División. En 2012 entrenó a Altamira FC.

## Estadísticas

### Clubes como futbolista
| Club               | País      | Año       |
| ------------------ | --------- | --------- |
| Tucumán Central    | Argentina | 1973-1976 |
| Altos Hornos Zapla | Argentina | 1976      |
| Atlético Ledesma   | Argentina | 1977      |
| Altos Hornos Zapla | Argentina | 1978      |
| Rosario Central    | Argentina | 1979-1981 |
| América            | México    | 1981-1987 |
| Deportivo Neza     | México    | 1987-1988 |
| Tampico Madero     | México    | 1988-1990 |
| Tigres de la UANL  | México    | 1990-1991 |

### Como entrenador
| Club                | País   | Año       |
| ------------------- | ------ | --------- |
| Irapuato            | México | 2007      |
| Tecamachalco        | México | 2008      |
| Atlante UTN         | México | 2010      |
| Atlante             | México | 2010      |
| Atlante UTN         | México | 2011      |
| Altamira            | México | 2012      |
| Cuautitlán          | México | 2013      |
| Nuevo Chimalhuacán  | México | 2014      |
| Nuevo Chimalhuacán  | México | 2019      |
| Atlético Capitalino | México | 2020-2021 |

## Palmarés

### Títulos nacionales
| Título           | Club                  | País      | Año        |
| ---------------- | --------------------- | --------- | ---------- |
| Primera División | C. A. Rosario Central | Argentina | N-1980     |
| Primera División | América               | México    | 1983-84    |
| Primera División | América               | México    | 1984-85    |
| Primera División | América               | México    | Prode 1985 |

### Distinciones individuales
| Distinción                                           | Año  |
| ---------------------------------------------------- | ---- |
| Mediocampista histórico del América en su Centenario | 2016 |